# Meags Fitzgerald
Meags Fitzgerald est une illustratrice, auteure de bande dessinée et artiste de spectacle vivant anglophone de nationalité canadienne née le 26 avril 1987 dans la province d'Alberta.

## Biographie
En 2009, Meags Fitzgerald obtient un  bachelor of fine arts au Alberta College of Art and Design (en) et, en 2012, un diplôme en design au Nova Scotia College of Art and Design d'Halifax.
À l'âge de 16 ans, elle intègre une compagnie d'improvisation à Edmonton. Elle commence sa vie professionnelle comme illustratrice pour la presse ainsi que pour des compagnies théâtrales ; elle pratique également les performances avec la troupe Quest of the Dragon King pour des numéros d'improvisation et de storytelling. Elle fait aussi carrière comme stop-motion animator. À partir de 2013, elle s'installe à Montréal.
En 2012, elle démarre ce qui devient son premier ouvrage, Photobooth: A Biography (Conundrum Press), publié en 2014. Il s'agit d'un hommage aux cabines photographiques en voie de disparition ; ce livre de 280 pages se fonde sur six mois de recherches. Ce travail remporte le prix Doug-Wright Spotlight Award en 2015.
En 2015, elle livre Long Red Hair, un album autobiographique traduit sous le titre Longs cheveux roux en 2017. Elle y aborde sa jeunesse, la sorcellerie, la découverte de sa bisexualité et l'exploration de ses identités jusqu'à l'acceptation de soi,. Ses parents accueillent avec « une maladroite tendresse » son coming out et le livre est dédié à la mère de l'autrice. L'artiste se définit comme « queer ». Également en 2015, elle contribue à l'ouvrage collectif The Secret Loves of Geek Girls dirigé par Hope Nicholson.
En 2018, elle signe l'affiche du Festival BD de Montréal.

## Œuvres
- (en) Photobooth: A Biography, Conundrum Press, 2014  (ISBN 978-1894994828)
- (en) Long Red Hair,  Conundrum Press, 2015  (ISBN 978-1894994958)
- (en) Suffrage: Canadian Women and the Vote (illustration), textes de Susan Hughes, TEACH Magazine, 2018  (ISBN 978-1987834147)

Comic books
- (en) Waxing Moon
- (en) The Village Under the Clouds

### Traductions en français
- Longs cheveux roux, traduit de l’anglais par Alexandre Fontaine Rousseau, éd. Pow Pow, avril 2017  (ISBN 978-2-924049-44-0)

## Récompense
- 2015 : prix Doug-Wright Spotlight Award pour Photobooth: A Biography[4].